# International 200 1962
International 200 1962 var ett stockcarlopp ingående i Nascar Grand National Series (nuvarande Nascar Cup Series) som kördes 18 augusti 1962 på den 0,25 mile (402 m) långa ovalbanan Bowman Gray Stadium i Winston-Salem i North Carolina. Totalt avverkades 50 miles (80,467 km) fördelat på 200 varv. Banunderlaget var asfalt. Loppet vanns av Richard Petty i en Plymouth på tiden 1:04.00 körande för Petty Enterprises. Pettys snitthastighet uppgick till 46,875 mph. Han var vid målgång ensam förare på ledarvarvet, ett varv före tvåan Jack Smith. Det var Pettys 11:e vinst av totalt 200 i karriären. Prispotten uppgick till 4 970 dollar, varav 600 dollar gick till segraren.
Loppet var öppet för både amerikanska och utländska bilar. I startfältet fanns utöver amerikanska bilmärken fyra MG, fyra Austin-Healey och en Alfa Romeo.

## Resultat
| Plc     | Nr  | Förare         | Team/ bilägare        | Konstruktör   | Start | Varv | Ledda varv |
| ------- | --- | -------------- | --------------------- | ------------- | ----- | ---- | ---------- |
| 1       | 43  | Richard Petty  | Petty Enterprises     | Plymouth      | 3     | 200  | 54         |
| 2       | 47  | Jack Smith     | Jack Smith            | Pontiac       | 1     | 199  | 146        |
| 3       | 08  | Joe Weatherly  | Bud Moore Engineering | Pontiac       | 2     | 199  | 0          |
| 4       | 54  | Jimmy Pardue   | Jimmy Pardue          | Pontiac       | 4     | 199  | 0          |
| 5       | 48  | G.C. Spencer   | GC Spencer Racing     | Chevrolet     | 6     | 196  | 0          |
| 6       | 49  | Ned Jarrett    | J.C. Parker           | Pontiac       | 7     | 196  | 0          |
| 7       | 00  | Dick Getty     | Dick Getty            | Chevrolet     | 5     | 192  | 0          |
| 8       | 63  | Curtis Crider  | Curtis Crider         | Mercury       | 11    | 188  | 0          |
| 9       | 89  | Wendell Scott  | Scott Racing          | Chevrolet     | 15    | 186  | 0          |
| 10      | 60  | Ray Hughes     | Ray Herlocker         | Plymouth]     | 12    | 182  | 0          |
| 11      | 19  | Herman Beam    | Herman Beam           | Ford          | 14    | 177  | 0          |
| 12      | 17X | Bill Whitley   | i.u.                  | Chevrolet     | 13    | 171  | 0          |
| 13      | 2   | Tom Cox        | Cliff Stewart Racing  | Pontiac       | 8     | 137  | 0          |
| 14      | 17  | Fred Harb      | Fred Harb             | Ford          | 9     | 102  | 0          |
| 15      | 32  | Robert Berrier | i.u.                  | MG            | 24    | 100  | 0          |
| 16      | 36  | Larry Thomas   | Wade Younts           | Dodge         | 10    | 84   | 0          |
| 17      | 71  | Herbert Scott  | i.u.                  | Austin-Healey | 18    | 79   | 0          |
| 18      | 21  | Doug Duvall    | i.u.                  | Austin-Healey | 21    | 59   | 0          |
| 19      | 9   | Bill Faulkner  | i.u.                  | MG            | 20    | 43   | 0          |
| 20      | 114 | Steve Garrett  | i.u.                  | MG            | 22    | 40   | 0          |
| 21      | 53  | Kelly Ryan     | i.u.                  | Austin-Healey | 23    | 34   | 0          |
| 22      | 7   | Bill Block     | i.u.                  | Alfa Romeo    | 16    | 32   | 0          |
| 23      | 27  | Paul Lyons     | i.u.                  | Austin-Healey | 19    | 9    | 0          |
| 24      | 4   | Jim Street     | i.u.                  | MG            | 17    | 8    | 0          |
| Källor: |     |                |                       |               |       |      |            |